# Belgenkamp in Harderwijk
Het Belgenkamp in Harderwijk was een interneringskamp in Harderwijk voor gevluchte Belgische militairen tijdens de Eerste Wereldoorlog. Het kamp sloot op 24 november 1918 en werd daarna afgebroken.

## Geschiedenis
Tussen 11 en 15 oktober 1914 arriveerden 13.000 militaire vluchtelingen in Harderwijk. Volgens de 2e Haagse Conventie van 1907 moesten militaire vluchtelingen ondergebracht worden in interneringskampen. Aanvankelijk werden zij ondergebracht in de Grote Kerk, in kazernes in de stad en in een tentenkamp. Het tentenkamp was niet omheind met prikkeldraad, waardoor zo'n 250 personen wisten te ontsnappen.
Het tentenkamp werd het latere Belgenkamp. Het kamp was gelegen aan de Ceintuurbaan aan de rand van Harderwijk en had een oppervlakte van 32 hectare. In de aanloop naar de wintermaanden werden de tenten, met behulp van de geïnterneerden, vervangen door vijftig barakken. In elke barak was er plaats voor ongeveer 250 personen. Het kamp was vrij primitief: de barakken waren niet verwarmd en er was weinig privacy. Om de bewoners van het kamp bezig te houden, werden verschillende verenigingen opgericht. Tegen 1917 waren er in het kamp 43 sportverenigingen.
In het kamp was er een kerkbarak, een ziekenhuis, een bioscoop, een postkantoor, een bibliotheek, een school en waren er wasgelegenheden, moestuinen, restaurants en werkbarakken. Vanaf april 1915 werden in het kamp lessen gegeven in onder meer hout- en metaalbewerking, tuinbouw, decoratieve kunsten en algemeen lager en middelbaar onderwijs. Een groot deel van de militairen was analfabeet. Ongeveer 6000 militairen leerden lezen en schrijven in het kamp. Het kamp had twee bijzonderheden: in het kamp was een wielerbaan die met 400 meter destijds de langste wielerbaan van Nederland was. Daarnaast had het ook de allereerste frietkraam van Harderwijk. De Nederlandse Luitenant J.G. Imhof omschreef het kamp in januari 1918 als: "’t is eigenlijk ’n stad apart waarin je tijdenlang kunt dwalen. Tal van winkelstraten – ze dragen allen ’n naam – doorkruisen deze stad en allerlei beroepen worden er uitgeoefend." Het kamp had ook een eigen krant genaamd Revue Inter-Nos.
De inwoners van het kamp hadden intensief contact met de bewoners van de stad Harderwijk. Naarmate de oorlog vorderde, werd het toegestaan om het kamp te verlaten. In latere jaren werd het tevens toegestaan buiten de kampen te werken. In totaal werden 4000 geïnterneerden tewerkgesteld buiten het kamp, velen van hen in de kolenmijnen in Zuid-Limburg.
Familieleden van personen die in het Belgenkamp waren geïnterneerd kwamen veelal in Harderwijk wonen. Belgen die het zich niet konden veroorloven om een kamer te huren, weken uit naar een vluchtelingenkamp in het nabijgelegen Nunspeet. In 1916 opende de gezinskampen Heidekamp en Leopoldsdorp nabij Harderwijk waar 2500 vrouwen en kinderen verbleven, mits de echtgenoot in hun onderhoud kon voorzien.
Tussen 1914 en 1918 woonden er in totaal 15.000 personen in het kamp. Op 24 november 1918 werd het kamp gesloten en daarna afgebroken. De Zeeuwse Eendrachtbode meldde in 2002 dat er in de bossen van Staveren waarschijnlijk de enige overgebleven barak staat. Deze was op dat moment al ruim tachtig jaar in gebruik als ontspanningszaaltje.

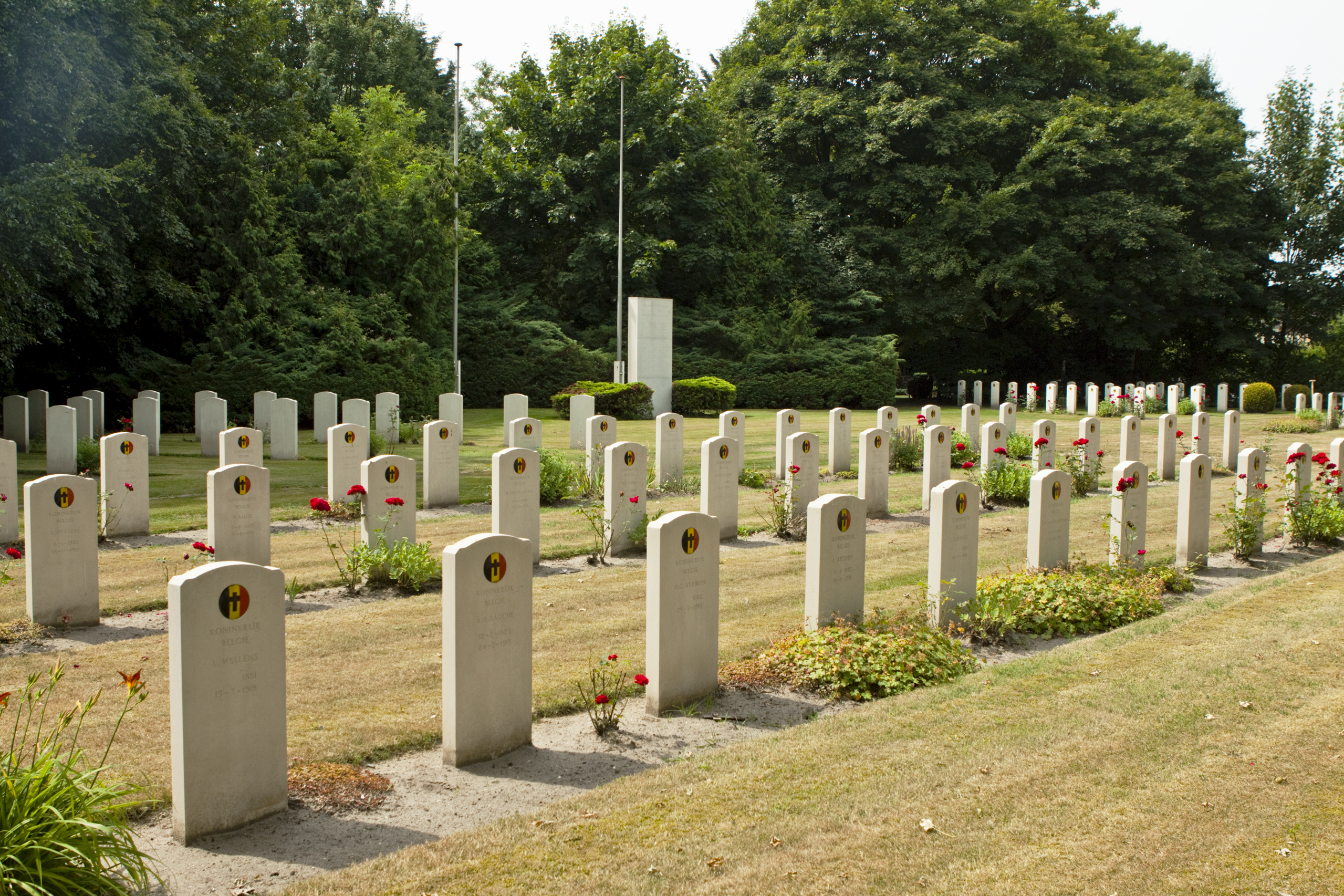
Belgische Militaire Begraafplaats, Harderwijk

## Belgisch Militair Ereveld 1914-1918
Een deel van de militairen die in het kamp stierven werd in 1963 herbegraven op het Belgisch Militair Ereveld 1914-1918 dat hoort bij begraafplaats Oostergaarde in Harderwijk. In de tijd dat het kamp bestond zijn zo'n vijfhonderd personen overleden, waarvan een groot deel tijdens de Spaanse griep-pandemie in 1918.

## Herdenking en eerbetoon
Op 24 november 2018 werd een herdenking gehouden naar aanleiding van de sluiting van het kamp exact honderd jaar daarvoor. Het Stadsmuseum Harderwijk heeft een permanente expositie over het kamp met in de collectie een nagebouwde barak en een maquette van het kamp. Het verhaal van het Belgenkamp is opgenomen in de canon van Harderwijk.
De Belgische advocaat en politicus Hendrik Picard was tijdens de Eerste Wereldoorlog geïnterneerd in het kamp. Tijdens zijn verblijf hield hij een dagboek bij.